# Comuna Kamanje, Karlovac
Kamanje este o comună în cantonul Karlovac, Croația, având o populație de 891 de locuitori (2011).

## Demografie
Componența etnică a comunei Kamanje
     Croați (97,76%)
     Sloveni (1,12%)
     Necunoscut (0,11%)
     Neclasificat (0,79%)
Componența confesională a comunei Kamanje
     Catolici (96,97%)
     Ortodocși (1,01%)
     Necunoscută (0,67%)
     Alte religii (1,35%)
Conform recensământului din 2011, comuna Kamanje avea 891 de locuitori. Din punct de vedere etnic, majoritatea locuitorilor (97,76%) erau croați, cu o minoritate de sloveni (1,12%). Apartenența etnică nu este cunoscută în cazul a 0,11% din locuitori. Din punct de vedere confesional, majoritatea locuitorilor (96,97%) erau catolici, cu o minoritate de ortodocși (1,01%). Pentru 0,67% din locuitori nu este cunoscută apartenența confesională.